# Marie Camargo

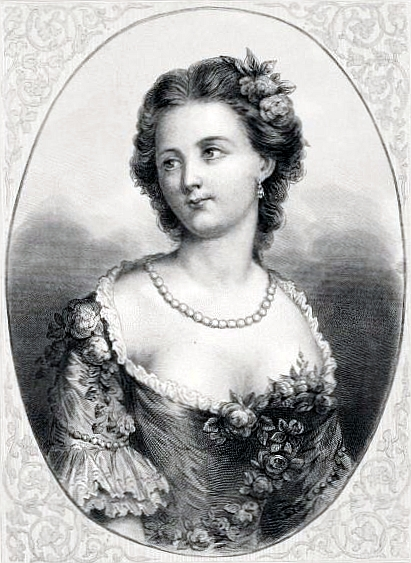
Portret van Marie Camargo door Nicolas Lancret.

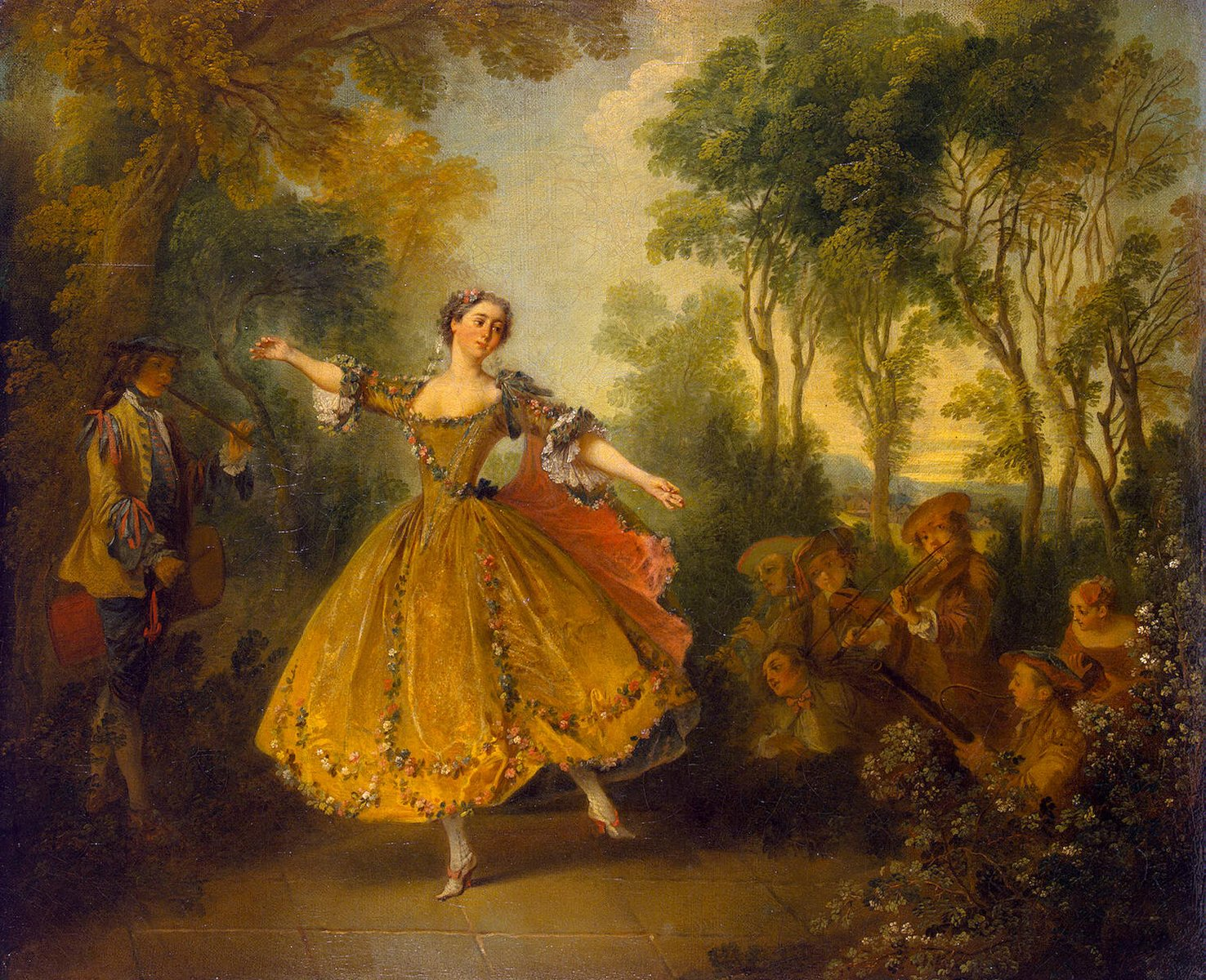
Marie Camargo

Marie Camargo, geboren als Marie-Anne de Cupis Camargo, (Brussel, 15 april 1710 - Parijs, 28 april 1770) was een balletdanseres afkomstig uit de Zuidelijke Nederlanden die actief was in Parijs. Zij oogstte grote triomfen en was de eerste vrouw die een entrechat quatre uitvoerde, een beweging waarvan tot dan toe was aangenomen dat deze enkel door mannen kon uitgevoerd worden.

## Levensloop

### Afkomst en opleiding
Marie-Anne de Cupis Camargo was de oudste dochter van violist en dansmeester Ferdinand-Joseph de Cupis Camargo waarvan ze haar eerst danslessen kreeg. Haar jongere broer Jean-Baptiste de Cupis Camargo werd later bekend als violist en componist.
Op 10-jarige leeftijd debuteerde ze in 1720 als danseres in de Muntschouwburg waaraan haar vader als dansmeester verbonden was. In 1725 verhuisde de familie naar het Franse Rouen. Voor haar balletopleiding werd Camargo naar Parijs gezonden waar zij les kreeg van Françoise Prévost.

### Parijse opera
Op 5 mei 1726 maakte Camargo haar debuut in de Opera van Parijs in het stuk Les Caractères de la Danse van Jean-Féry Rebel. Zij viel op door haar charme, haar temperament en haar danstechniek. In het stuk voerde zij als eerste vrouw een entrechat quatre uit, een beweging waarvan tot dan toe was aangenomen dat deze enkel door mannen kon uitgevoerd worden.
Marie Camargo werd al vlug de ster van de Parijse opera en zij kreeg de bijnaam La Camargo. Zij ging de concurrentiestrijd aan met de drie jaar oudere Marie Sallé, eveneens een leerlinge van Françoise Prévost.
Camargo voerde twee vernieuwingen door in de kleding van de ballerina: de schoenen met hakken werden vervangen door platte schoenen en de balletjurk werd ingekort tot boven de enkels. Hierdoor werd de bewegingsvrijheid van de balletdanseressen vergroot. Zij inspireerde de damesmode van die tijd en zowel Voltaire als Jean-Georges Noverre schreven vol bewondering over haar. Camargo werd door vele kunstschilders waaronder Maurice Quentin de La Tour, Jean-Marc Nattier en Nicolas Lancret afgebeeld.
La Camargo had vele bewonderaars. In 1728 nam de graaf van Melun Marie en haar jongere zus Anne-Catherine mee naar zijn kasteel. De vader van de twee meisjes zag zijn kans schoon en onderhandelde met de graaf om Marie uit te huwelijken aan hem en om Anne-Catherine financieel te steunen. Dit was echter te veel gevraagd van de graaf en de deal ging niet door. In 1872 schreven de Frans-Russische choreograaf Marius Petipa en de Oostenrijkse componist Léon Minkus het ballet Camargo over deze gebeurtenis.
Na in vele baletten gedanst te hebben, trok La Camargo zich in 1734 op vraag van de graaf van Clermont, waarvan zij de maîtresse was, terug van het podium. Zij zonderde zich af op een kasteel in Fresnes.

### Tweede carrière
In 1741 keerde Camargo terug naar de Parijse opera en danste er in het stuk Fêtes grecques et romaines. Zij bleef triomfen vieren tot aan haar afscheid in 1751. In totaal had zij in 78 verschillende balletstukken gedanst.
Camargo kreeg een staatspensioen van 1500 pond, in die tijd een ruime vergoeding. In 1770 stierf ze op 60-jarige leeftijd.

## Eerbetoon
In Londen werd in 1930 de Camargo Society opgericht, een vereniging die het ballet in Groot-Brittannië moest promoten door het opleiden van dansers en choreografen. In 1933 werd de vereniging reeds ontbonden.